# Bassignana
Bassignana là một đô thị thuộc tỉnh Alessandria, vùng Piedmont. Đô thị này nằm ở nơi hợp lưu của sông Po và sông Tanaro.
Đô thị này có diện tích km2, dân số năm 2005 là 1802 người.